# Ngọt (ban nhạc)
Ngọt là ban nhạc pop rock Việt Nam gồm 4 thành viên Vũ Đinh Trọng Thắng (hát chính, guitar đệm), Phan Việt Hoàng (guitar bass), Nguyễn Hùng Nam Anh (trống) và Hoàng Chí Trung (keyboard). Kể từ khi được thành lập vào năm 2013 tại Hà Nội, Ngọt sớm tạo được tiếng vang trong cộng đồng âm nhạc underground trên toàn quốc và qua nhiều bản thu âm trên mạng xã hội, ban nhạc dần trở thành một trong những nghệ sĩ nổi bật trong dòng nhạc indie tại Việt Nam.
Ngọt cho ra mắt album đầu tay cùng tên tuyển tập những ca khúc nổi tiếng nhất của họ vào tháng 5 năm 2016. Album thứ hai của họ Ng`bthg, được ra mắt vào tháng 9 năm 2017. Đĩa đơn "Em dạo này" trích từ album nhận được sự đánh giá tích cực từ người hâm mộ và giới chuyên môn, giúp ban nhạc giành được Giải thưởng Âm nhạc Cống hiến cho "Bài hát của năm" cũng như "Nghệ sĩ mới của năm" tại lễ trao giải lần thứ 13 vào năm 2018. 
Album thứ ba của họ, 3, được phát hành vào tháng 10 năm 2019 bởi LP Club mang nhiều màu sắc của funk và pop. Liveshow 3 (chương trình văn nghệ mới trẻ đặc sắc 2019) là tour xuyên Việt đầu tiên của ban nhạc được tổ chức tại Hà Nội và Thành phố Hồ Chí Minh với sự tham gia của nhiều nghệ sĩ. Album thứ tư Gieo tiếp tục được LP Club phát hành vào cuối năm 2020.
Ngày 19 tháng 3 năm 2024, ban nhạc tuyên bố dừng hoạt động, đồng thời hủy bỏ tất cả các buổi biểu diễn còn lại nhưng không cung cấp lý do.

## Sự nghiệp

### 1995–2015: Những năm đầu
Vũ Đinh Trọng Thắng, Nguyễn Hùng Nam Anh và Trần Bình Tuấn (cùng sinh năm 1995) quen biết nhau từ cấp tiểu học và chơi nhạc cùng nhau từ khi theo học tại trường THCS Tây Sơn, Hà Nội. Ngoài Thắng xuất thân từ gia đình có truyền thống nghệ thuật và thường xuyên tham gia trình diễn, hai thành viên còn lại chỉ hoàn toàn tự mày mò chơi nhạc. Đội hình 3 người bắt đầu trình diễn tại một quán café ở Hà Nội rồi từng bước tham gia vào nhiều hoạt động biểu diễn của cộng đồng underground tại thành phố.
Cuối năm 2013 sau khi tốt nghiệp THPT, cả 3 thành viên quyết định trở thành ban nhạc chuyên nghiệp tự sáng tác và biểu diễn tác phẩm của chính mình dưới tên ''Ngọt''. Trong năm 2014, họ cho ra mắt trên mạng xã hội các ca khúc đầu tiên như "Quan điểm" và "Đam mê", chủ yếu được thu trực tiếp tại nơi trình diễn. "Cá hồi", ra mắt vào cuối tháng 6 năm 2014, là ca khúc đầu tiên được ban nhạc thu âm trong phòng thu một cách chuyên nghiệp. Phản hồi tích cực từ cộng đồng indie trong nước giúp họ tiếp tục thu âm ca khúc "Khắp xung quanh", là ca khúc đầu tiên của ban nhạc được phát sóng trên các đài phát thanh của Việt Nam. Hàng loạt sáng tác khác cũng được ban nhạc giới thiệu qua các mạng xã hội và được cộng đồng trẻ đón nhận nồng nhiệt. Một cộng đồng người hâm mộ sau đó đã được thành lập dưới tên "Kẹo".
Ngọt gặp gỡ Phan Việt Hoàng (sinh năm 1991) trong một buổi trình diễn ban nhạc The Beatles vào tháng 12 năm 2012. Việt Hoàng cũng là người được ban nhạc liên hệ cho vị trí bass khi thành lập vào tháng 11 năm 2013, nhưng phải tới khi kết thúc du học và trở về nước vào tháng 9 năm 2015, anh mới chính thức tham gia Ngọt nhân dịp ban nhạc khởi động thu âm album đầu tay cùng tên.

### 2016–2018:Ngọt,Ng`bthgvà chuyến lưu diễn đầu tiên

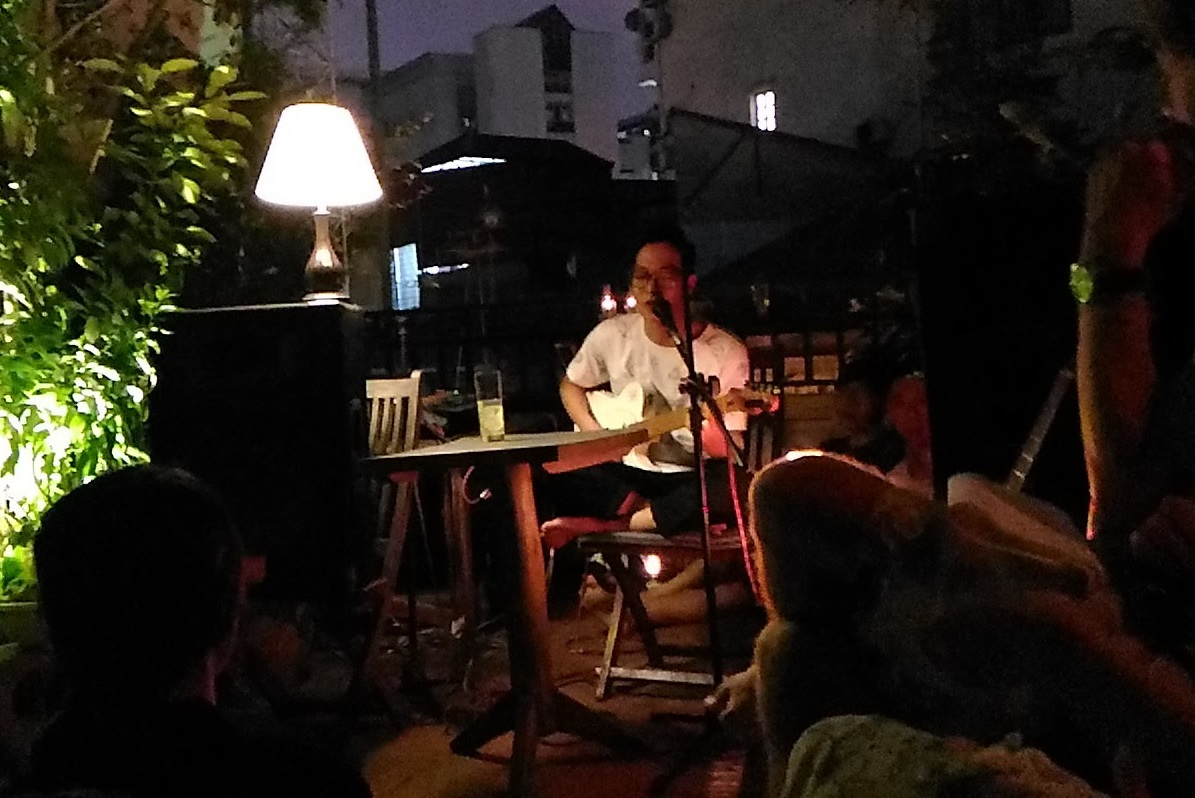
Ban nhạc Ngọt trình diễn tự do tại sân thượng The Hanoi Social Club năm 2016

Hầu hết các ca khúc của Ngọt đều do Vũ Đinh Trọng Thắng sáng tác phần nhạc và lời. Phần hòa âm do cả bốn thành viên thực hiện. Việt Hoàng là người phụ trách hình ảnh và truyền thông. Cuối năm 2015, thông qua các trang mạng xã hội, ban nhạc kêu gọi cộng đồng quyên góp sản xuất album đầu tay cùng tên. Sau 60 ngày, 50 triệu đồng từ cộng đồng đã được bổ sung vào hoạt động thu âm album.
Album đầu tay của Ngọt được thực hiện trong vòng 5 tháng từ tháng 10 năm 2015 tại Hà Nội với 10 ca khúc. Phần thu âm và xử lý hậu kỳ được hỗ trợ bởi các chuyên gia nước ngoài. Tới tháng 4 năm 2016, sáng tác mới "Cho tôi đi theo" được ban nhạc lựa chọn để giới thiệu album tiếp tục nhận được phản hồi tích cực. Trực tiếp Nam Anh thiết kế phần bìa đĩa với sự hỗ trợ của các thành viên ban nhạc.
Album Ngọt chính thức được ra mắt khán giả Hà Nội vào ngày 13 tháng 5 năm 2016. 1.000 đĩa đã được tiêu thụ chỉ trong 4 ngày đầu tiên. Tổng cộng sau 3 tháng phát hành, 1.500 CD đã được bán hết cùng với 2.000 bản kỹ thuật số được tải về qua các kênh phân phối trực tuyến. Trước thành công bất ngờ, một buổi tái phát hành theo kèm là một liveshow với quy mô nhỏ được ban nhạc thực hiện vào giữa tháng 5 tại REC Room, Hà Nội. Sau đó, các show diễn đầu tiên của ban nhạc tại Đà Nẵng và thành phố Hồ Chí Minh cũng được thực hiện suốt mùa hè. Ngày 2 tháng 9, Ngọt cho ra mắt đĩa đơn chính thức đầu tiên "Không làm gì", đạo diễn Scott Homan, sản xuất bởi Banana Island TV.
Tháng 10 năm 2016, Bình Tuấn chia tay ban nhạc để đi du học. Nguyễn Chí Hùng (sinh năm 1997) được tuyển chọn vào vị trí guitar lead, ngoài ra phụ trách thu âm và kỹ thuật âm thanh.
Tháng 1 năm 2017, Ngọt bắt đầu chuẩn bị cho album phòng thu thứ hai của mình có tên Ng`bthg. Không lâu sau, 500 vé của 2 buổi diễn của họ tại Paris, Pháp vào tháng 4 đều đã được bán hết sạch. Hơn 3.000 vé cho tour diễn xuyên Việt đầu tiên của ban nhạc tại Hà Nội và thành phố Hồ Chí Minh cũng được bán hết trong tháng 8 cùng năm.
Ngày 23 tháng 9 năm 2017, album Ng`bthg chính thức được ra mắt người hâm mộ với số lượng 4.000 đĩa. Toàn bộ quá trình thu âm và sản xuất đều do 4 thành viên ban nhạc thực hiện. Liveshow giới thiệu album được tổ chức tại Hà Nội và thành phố Hồ Chí Minh thu hút được sự quan tâm lớn của giới truyền thông. Ngoài ra, Ngọt tiếp tục thành công với hơn 2.000 lượt tải kỹ thuật số từ các trang mạng trực tuyến. Ngày 11 tháng 10, ban nhạc phát hành đĩa đơn "Em dạo này" (đạo diễn Đỗ Như Trang, sản xuất Ngô Đài Trang), từng đạt vị trí thứ 8 trên bảng xếp hạng Youtube Trending với hơn 800.000 lượt xem chỉ hơn 1 tuần phát hành. "Em dạo này" được Trọng Thắng lấy cảm hứng từ nhạc waltz của Pháp có nội dung chiêm nghiệm về mối tình quá khứ, sáng tác khi đang lái xe từ trường về nhà. Bản thu hòa âm cho đĩa đơn được ban nhạc thực hiện cùng lúc với đợt lưu diễn tại Paris với âm hưởng gypsy jazz.
Ngọt cũng là 1 trong 3 nghệ sĩ đại diện cho Việt Nam trình diễn tại Lễ hội Âm nhạc Quốc tế Gió Mùa Monsoon 2017. Họ cũng thử nghiệm nhiều thể loại âm nhạc mới, trong đó tiêu biểu là việc tham gia chương trình âm nhạc hip-hop Tử Tế 6 và Tử Tế 7 tại Hà Nội.
Liveshow Ngọt – In the Spotlight được ban nhạc tổ chức vào ngày 24 tháng 11 năm 2018 tại Cung Văn hóa Hữu nghị Hà Nội, sản xuất bởi Công ty Mỹ Thanh.

### 2019–2022:3
Tháng 10 năm 2019, Ngọt phát hành album 3 (còn có tên đầy đủ là 3 (tuyển tập nhạc Ngọt mới trẻ sôi động 2019)) sau một thời gian chuẩn bị và ấp ủ. Album này được ban nhạc bắt tay và lên ý tưởng ngay sau khi hoàn thành tour Ng`bthg từ 2 năm trước.
Với 14 ca khúc, Ngọt đã đem đến một sắc màu và hình thái mới với những câu chuyện khác nhau trong từng bài hát. Đặc biệt, hai ca khúc được rút ra từ album này là "Lần cuối (đi bên em xót xa người ơi)" và "Chuyển kênh (sản phẩm này không phải là thuốc)" đều đã nhận được phản hồi tích cực của người nghe. Trước đó, Ngọt cũng chia sẻ rằng album mới này đánh dấu sự trưởng thành trong âm nhạc của nhóm. Ngoài ra album này còn được sản xuất và mix bởi Michael Choi và Benjamin James đến từ InQ International, được master bởi Christian Wright đến từ Abbey Road Studios và cũng có sự góp mặt của keyboardist Hoàng Chí Trung cùng với Saigon Metropolitan Orchestra.
Ngọt cũng đã tổ chức thành công những đêm diễn ra mắt album này tại Hà Nội (18 và 19 tháng 10 năm 2019) và tại thành phố Hồ Chí Minh (25 tháng 10 năm 2019) với sự góp mặt của các nghệ sĩ mở màn như Pink Frog, 7UPPERCUTS, Bụng Mỡ,... Tháng 8 năm 2020, Ngọt cho ra mắt video "Tìm người nhà". Ca khúc đánh dấu sự trở lại của ban nhạc sau quãng thời gian bị ảnh hưởng bởi đại dịch COVID-19.
Ngày 2 tháng 12 năm 2021, guitar lead Chí Hùng chính thức rời nhóm để tập trung cho các dự án riêng.

### 2023–2024:Gieovà tan rã

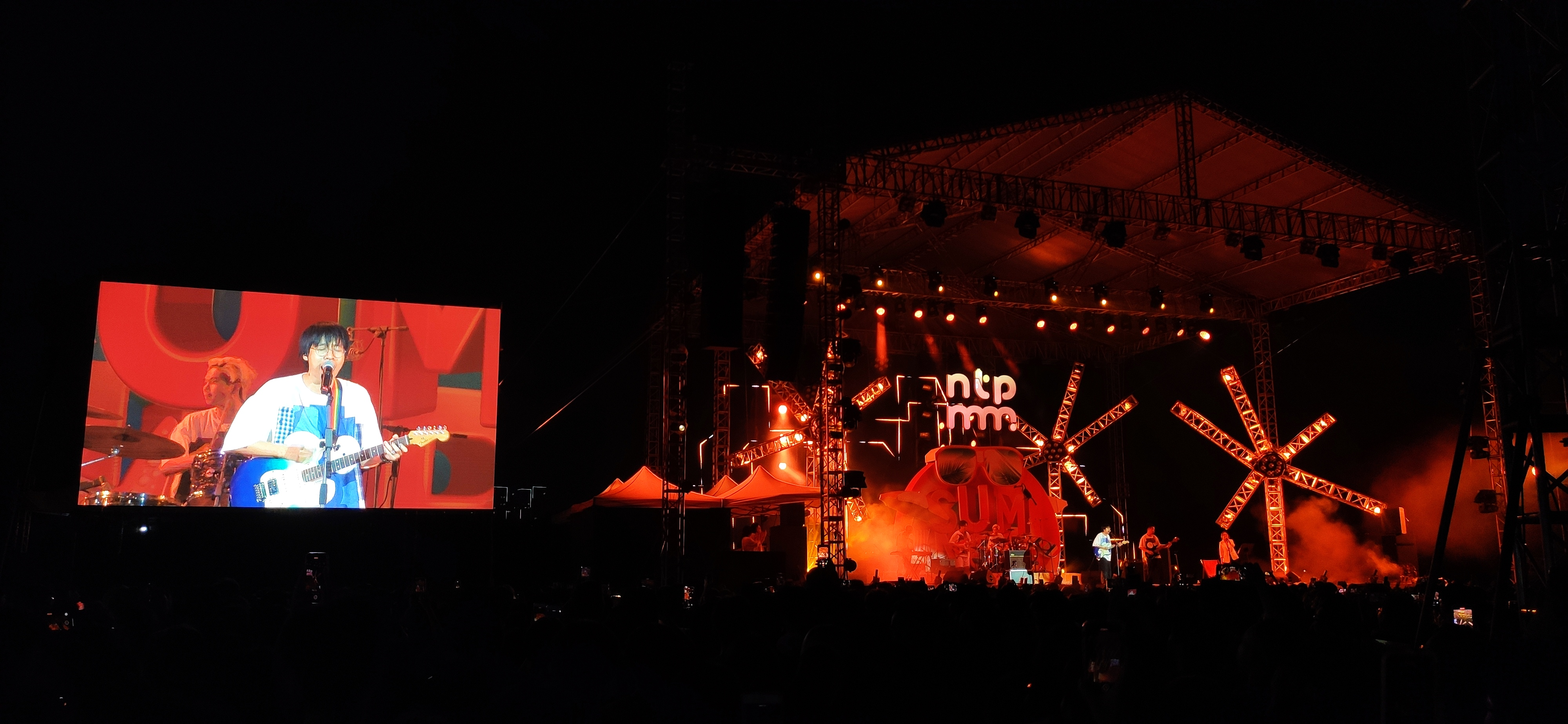
Ngọt trình diễn tại chương trình Những thành phố mơ màng 2023 tại Hà Nội

Cuối năm 2022, Ngọt ra mắt album phòng thu thứ tư mang tên Gieo với 11 ca khúc mới. Phần bìa thiết kế album do nghệ sĩ đồ họa Duy Đào thực hiện, được đề cử Giải Grammy cho thiết kế album đẹp nhất. Thành tích này cũng giúp Duy Đào trở thành nghệ sĩ Việt Nam đầu tiên có tên trong đề cử giải Grammy.
Tháng 5 năm 2023,  Vũ Đinh Trọng Thắng phát hành album solo đầu tay Cái đầu tiên. Ban nhạc có buổi diễn kỷ niệm 10 năm thành lập vào tháng 10 năm 2023 trong khuôn khổ Lễ hội Âm nhạc Gió Mùa Monsoon 2023.
Tháng 2 năm 2024, Ngọt ra mắt EP Suýt 1, với 4 ca khúc mới.
Ngày 19 tháng 3 năm 2024, trên trang Facebook chính thức của nhóm, ban nhạc tuyên bố ngừng trình diễn nhưng sẽ tiếp tục cùng nhau hoàn thiện album phòng thu cuối cùng. Không lâu sau, họ cũng tuyên bố không tham gia các chương trình trong năm, bao gồm Những thành phố mơ màng và CAM Gala. Cuối tháng 3, qua mạng xã hội Facebook, trưởng nhóm Vũ Đinh Trọng Thắng giải thích bản thân có những vấn đề "sức khỏe tinh thần". Một số thông tin chia sẻ ban nhạc tan rã do những hành vi không đúng mực của nam nhạc sĩ với gia đình, khiến gần như ngay lập tức hai chương trình Những thành phố mơ màng và Sạp show thông báo gạch tên Thắng khỏi danh sách khách mời.
Tối ngày 28 tháng 8 năm 2024, hơn 5 tháng sau khi nhóm tuyên bố tan rã, tin chính thức về việc Ngọt phát hành EP Suýt 2 được rộ lên. Đúng 0 giờ ngày 30 tháng 8 năm 2024, Ngọt phát hành Suýt 2 với 4 bài mới nối tiếp Suýt 1.

## Phong cách nghệ thuật
Ngay từ khi mới thành lập, Ngọt đã sớm được coi là một trong những nghệ sĩ mới của dòng nhạc indie tại Việt Nam khi đối tượng khán giả chủ yếu là các thanh niên lứa tuổi 16–25. Tuy nhiên, họ không gò bó mà cũng đã pha trộn nhiều thể loại mới trong âm nhạc của mình với quan điểm tập trung vào chất lượng hơn số lượng sản phẩm.

Việt Hoàng từng chia sẻ:
"Chúng tôi đi học, đi làm và chỉ chơi nhạc vào buổi tối. Âm nhạc với chúng tôi như cuộc chơi, nhưng đã chơi thì phải chơi cho tử tế,... đi theo con đường có định hướng rõ ràng, tiếp cận khán giả gần gũi hơn, quảng bá sản phẩm âm nhạc của mình."
Nét đặc biệt trong âm nhạc của Ngọt được nhiều nhà phê bình đánh giá mang nét "Hà Nội" của tầng lớp trẻ, "ngây thơ, bồng bột, vị kỉ, lại vừa kỳ lạ, thẳng thắn, không ngại ngần bày tỏ". Quan điểm âm nhạc của họ sớm nhận được sự ủng hộ trong cộng đồng nghệ sĩ Việt. Nhạc sĩ Đỗ Bảo cho rằng đó là "một tinh thần rất mới mẻ, một phong cách riêng không trộn lẫn với người khác", còn nhạc sĩ Quốc Trung ca ngợi ban nhạc là "những cá tính không na ná, hay đang có trên thị trường". Sự xuất hiện của họ tại Lễ hội âm nhạc Gió mùa Monsoon 2017 theo lời mời của Quốc Trung và Thanh Bùi nhận được sự đánh giá tích cực, phản ánh đúng "tâm tư của người trẻ".
Âm nhạc của Ngọt được đánh giá "xoay quanh những vấn đề cuộc sống" và đều "có góc nhìn riêng". Mặt khác, các sáng tác của họ thường đặc trưng "ẩn sâu trong những ca từ có vẻ như ngây thơ, đơn giản là triết lý sống sâu sắc. Giai điệu ca khúc tự nhiên, không theo khuôn mẫu nào." Báo Tuổi trẻ bình luận "Nhạc của Ngọt "chạm" vào thế hệ 9X, 2K như vậy có lẽ vì đó là thứ âm nhạc "thật thà" không được tô điểm bởi sự bài bản, cũng không được "chải chuốt" bởi cảm xúc ước lệ mỹ miều. Bởi đó là điều thế hệ 9X được dạy quá nhiều và cũng gần như "bội thực"."

## Cựu thành viên
- Vũ Đinh Trọng Thắng – hát, sáng tác, rhythm guitar, thu âm (2013–2024)
- Phan Việt Hoàng – bass (2015–2024)
- Nguyễn Hùng Nam Anh – trống, định âm, hát bè (2013–2024)
- Hoàng Chí Trung – keyboard (thành viên lưu diễn, 2017–2021; thành viên chính thức, 2022–2024)
- Trần Bình Tuấn – guitar chính (2013–2014; 2015–2016)
- Nguyễn Chí Hùng – guitar chính, thu âm, kỹ thuật viên âm thanh (2016–2021)

## Danh sách đĩa nhạc

### Album phòng thu
| Tên                                           | Chi tiết                                                                                         |
| --------------------------------------------- | ------------------------------------------------------------------------------------------------ |
| Ngọt                                          | - Phát hành: 13 tháng 5 năm 2016 - Hãng: Tự phát hành - Định dạng: Tải nhạc, phát trực tuyến, CD |
| Ng`bthg                                       | - Phát hành: 23 tháng 9 năm 2017 - Hãng: Tự phát hành - Định dạng: Tải nhạc, phát trực tuyến, CD |
| 3 (tuyển tập nhạc Ngọt mới trẻ sôi động 2019) | - Phát hành: 6 tháng 10 năm 2019 - Hãng: LP Club - Định dạng: Tải nhạc, phát trực tuyến, CD      |
| Gieo                                          | - Phát hành: 7 tháng 12 năm 2022 - Hãng: LP Club - Định dạng: Tải nhạc, phát trực tuyến, CD      |

### Đĩa mở rộng
| Tên               | Chi tiết                                                                                     |
| ----------------- | -------------------------------------------------------------------------------------------- |
| Cñgđc             | - Phát hành: 16 tháng 3 năm 2019 - Hãng: Tự phát hành - Định dạng: Tải nhạc, phát trực tuyến |
| Ở đài truyền hình | - Phát hành: 25 tháng 8 năm 2021 - Hãng: Tự phát hành - Định dạng: Tải nhạc, phát trực tuyến |
| Suýt 1            | - Phát hành: 23 tháng 2 năm 2024 - Hãng: Tự phát hành - Định dạng: Tải nhạc, phát trực tuyến |
| Suýt 2            | - Phát hành: 30 tháng 8 năm 2024 - Hãng: Tự phát hành - Định dạng: Tải nhạc, phát trực tuyến |

### Đĩa đơn
| Năm  | Tựa đề                                           | Album                     |
| ---- | ------------------------------------------------ | ------------------------- |
| 2016 | "Cho tôi đi theo"                                | Ngọt                      |
| 2016 | "Cá hồi"                                         | Ngọt                      |
| 2016 | "Không làm gì"                                   | Ngọt                      |
| 2017 | "Cho tôi lang thang" (cùng Đen)                  | Đĩa đơn không thuộc album |
| 2017 | "Em dạo này"                                     | Ng`bthg                   |
| 2017 | "Bartender"                                      | Ng`bthg                   |
| 2019 | "Lần cuối (đi bên em xót xa người ơi)"           | 3                         |
| 2019 | "Chuyển kênh (sản phẩm này không phải là thuốc)" | 3                         |
| 2020 | "Mếu máo (T.T)"                                  | 3                         |
| 2020 | "(tôi) Đi trú đông"                              | 3                         |
| 2020 | "Hết thời"                                       | 3                         |
| 2020 | "Tìm người nhà"                                  | Đĩa đơn không thuộc album |
| 2021 | "Để quên"                                        | Đĩa đơn không thuộc album |
| 2021 | "Đốt"                                            | Đĩa đơn không thuộc album |
| 2021 | "Em trang trí"                                   | Gieo                      |
| 2022 | "Mấy khi"                                        | Gieo                      |
| 2022 | "Thấy chưa"                                      | Gieo                      |

## Video âm nhạc
| Năm  | Tên bài hát                                                 | Định dạng             | Ngày phát hành                                       |
| ---- | ----------------------------------------------------------- | --------------------- | ---------------------------------------------------- |
| 2014 | "Cá hồi"                                                    | Audio Video âm nhạc   | 30 tháng 6 năm 2014 31 tháng 3 năm 2016 (remastered) |
| 2015 | "Khắp xung quanh"                                           | Audio Lyrics          | 2 tháng 2 năm 2015 5 tháng 3 năm 2017 (remastered)   |
| 2016 | "Không làm gì"                                              | Đĩa đơn/Video âm nhạc | 2 tháng 9 năm 2016                                   |
| 2016 | "Cho tôi đi theo"                                           | Lyrics                | 29 tháng 4 năm 2016                                  |
| 2017 | "Vì ai"                                                     | Lyrics                | 5 tháng 3 năm 2017                                   |
| 2017 | "Be cool"                                                   | Lyrics                | 5 tháng 3 năm 2017                                   |
| 2017 | "Xanh"                                                      | Lyrics                | 5 tháng 3 năm 2017                                   |
| 2017 | "À ơi"                                                      | Lyrics                | 5 tháng 3 năm 2017                                   |
| 2017 | "Những chuyến phiêu lưu"                                    | Lyrics                | 5 tháng 3 năm 2017                                   |
| 2017 | "Drama Queen"                                               | Lyrics                | 5 tháng 3 năm 2017                                   |
| 2017 | "Cho tôi lang thang" (cùng Đen)                             | Lyrics                | 7 tháng 3 năm 2017                                   |
| 2017 | "Cho"                                                       | Lyrics                | 12 tháng 9 năm 2017                                  |
| 2017 | "Em dạo này"                                                | Đĩa đơn/Video âm nhạc | 11 tháng 10 năm 2017                                 |
| 2018 | "Bartender"                                                 | Video âm nhạc         | 5 tháng 3 năm 2018                                   |
| 2019 | "Xin cho tôi"                                               | Lyrics                | 30 tháng 8 năm 2019                                  |
| 2019 | "Kho báu"                                                   | Lyrics                | 30 tháng 8 năm 2019                                  |
| 2019 | "Kẻ thù"                                                    | Lyrics                | 30 tháng 8 năm 2019                                  |
| 2019 | "Mèo hoang"                                                 | Lyrics                | 30 tháng 8 năm 2019                                  |
| 2019 | "Một ngày không mưa"                                        | Lyrics                | 30 tháng 8 năm 2019                                  |
| 2019 | "Lần cuối (đi bên em xót xa người ơi)"                      | Lyrics                | 23 tháng 9 năm 2019                                  |
| 2019 | "Chuyển kênh (sản phẩm này không phải là thuốc)"            | Đĩa đơn/Video âm nhạc | 1 tháng 10 năm 2019                                  |
| 2020 | "Mếu máo (T.T)"                                             | Lyrics                | 1 tháng 1 năm 2020                                   |
| 2020 | "(tôi) Đi trú đông"                                         | Đĩa đơn/Video âm nhạc | 19 tháng 3 năm 2020                                  |
| 2020 | "Hết thời"                                                  | Lyrics                | 27 tháng 3 năm 2020                                  |
| 2020 | "Tìm người nhà"                                             | Lyrics                | 5 tháng 8 năm 2020                                   |
| 2021 | "Màu (đen trắng)"                                           | Lyrics                | 24 tháng 2 năm 2021                                  |
| 2021 | "Em có chắc không (?) (bài ca rebound)"                     | Lyrics                | 25 tháng 2 năm 2021                                  |
| 2021 | "Giả vờ"                                                    | Lyrics                | 26 tháng 2 năm 2021                                  |
| 2021 | "Vé đi thiên đường (một chiều)"                             | Lyrics                | 2 tháng 3 năm 2021                                   |
| 2021 | "Chuông báo thức (sáng rồi)"                                | Lyrics                | 3 tháng 3 năm 2021                                   |
| 2021 | "(sau đây là) Dự báo thời tiết (cho các vùng vào ngày mai)" | Lyrics                | 4 tháng 3 năm 2021                                   |
| 2021 | (bé)                                                        | Lyrics                | 9 tháng 3 năm 2021                                   |
| 2021 | "Nứt (đôi chân đôi tay đôi mắt trái tim)"                   | Lyrics                | 10 tháng 3 năm 2021                                  |
| 2021 | "Để quên"                                                   | Lyrics                | 21 tháng 4 năm 2021                                  |
| 2021 | "Đốt"                                                       | Lyrics                | 2 tháng 6 năm 2021                                   |
| 2021 | "Em trang trí"                                              | Đĩa đơn/Video âm nhạc | 19 tháng 12 năm 2021                                 |
| 2022 | "Mấy khi"                                                   | Đĩa đơn/Video âm nhạc | 30 tháng 3 năm 2022                                  |
| 2022 | "Thấy chưa"                                                 | Đĩa đơn/Video âm nhạc | 21 tháng 9 năm 2022                                  |
| 2024 | "01 Chuyện dở dang"                                         | Lyrics                | 23 tháng 2 năm 2024                                  |
| 2024 | "02 Mơ làm ma" (cùng Thỏ Trauma)                            | Lyrics                | 23 tháng 2 năm 2024                                  |
| 2024 | "03 Hay là"                                                 | Lyrics                | 23 tháng 2 năm 2024                                  |
| 2024 | "04 Thắp hương 05 hóa vàng" (cùng Quyền Thiện Đắc)          | Lyrics                | 23 tháng 2 năm 2024                                  |
| 2024 | "06 Quen lắm"                                               | Lyrics                | 30 tháng 8 năm 2024                                  |
| 2024 | "07 Chiều Hồ Tây"                                           | Lyrics                | 30 tháng 8 năm 2024                                  |
| 2024 | "08 Leo đèo"                                                | Lyrics                | 30 tháng 8 năm 2024                                  |
| 2024 | "09 Chuyện thường"                                          | Lyrics                | 30 tháng 8 năm 2024                                  |

## Giải thưởng và đề cử
Tại lễ trao giải thưởng âm nhạc Cống hiến lần thứ 13 năm 2018, Ngọt đã giành chiến thắng tại cả hai đề cử cho hạng mục "Nghệ sĩ mới của năm" và "Bài hát của năm" (bài hát "Em dạo này").
Cá nhân Vũ Đinh Trọng Thắng được đề cử riêng cho hạng mục "Nhạc sĩ của năm" tại lễ trao giải thưởng âm nhạc Cống hiến lần thứ 15 năm 2020. Thắng ra mắt album solo đầu tay mang tên Cái đầu tiên vào tháng 5 năm 2023.
Duy Đào, Giám đốc Nghệ thuật cho album phòng thu thứ 4 của nhóm Gieo, đã nhận được đề cử cho hạng mục "Thiết kế ấn phẩm album xuất sắc nhất" tại Giải Grammy lần thứ 66 năm 2024.
| Năm  | Giải thưởng            | Hạng mục                                          | Đề cử                     | Kết quả   |
| ---- | ---------------------- | ------------------------------------------------- | ------------------------- | --------- |
| 2018 | Giải thưởng Cống hiến  | Nghệ sĩ mới của năm                               | Ngọt                      | Đoạt giải |
| 2018 | Giải thưởng Cống hiến  | Bài hát của năm                                   | "Em dạo này"              | Đoạt giải |
| 2020 | Giải thưởng Cống hiến  | Nhạc sĩ của năm                                   | Vũ Đinh Trọng Thắng       | Đề cử     |
| 2024 | Giải Grammy lần thứ 66 | Thiết kế ấn phẩm album xuất sắc nhất (album Gieo) | Duy Đào (thiết kế đồ họa) | Đề cử     |